# おしゃべりはやめて、お静かに

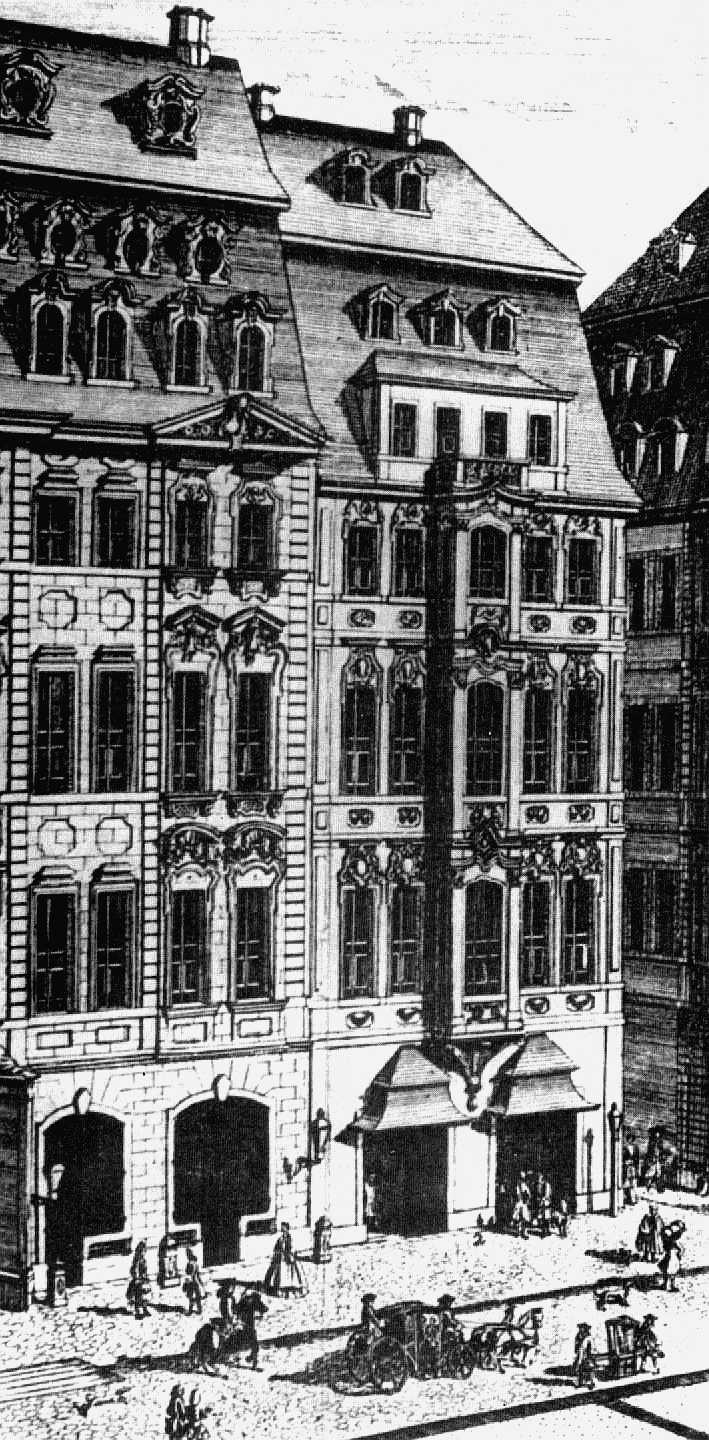
ツィンマーマンのコーヒーハウス

おしゃべりはやめて、お静かに（おしゃべりはやめて、おしずかに、独：Schweigt stille, plaudert nicht、別名：コーヒー・カンタータ、BWV 211）は、J. S. バッハの世俗カンタータ。1732年から1734年にかけて作曲されたカンタータであり、小喜歌劇である。
18世紀当時、本作の初演地のライプツィヒではコーヒー依存症が喫緊の社会問題となっており、本作はこれを題材とした喜劇である。
作詞はピカンダーによるもので、「日に3度のコーヒーを欠かせば、苦しさのあまり、干からびた山羊肉のように萎んでしまう」といった歌詞が特徴。本作の初演は、ゲオルク・フィリップ・テレマンが1702年に設立したコレギウム・ムジクムによって、ライプツィヒのツィンマーマンのコーヒーハウスで執り行われた。
バッハは歌劇を書いておらず、このカンタータも演奏会形式のために書かれたものであるが、今日では衣裳を着込んでの上演が多い。

## 登場人物
- 語り手：テノール
- シュレンドリアン（「旧弊な人」の意）：バリトン
- リースヒェン（シュレンドリアンの娘）：ソプラノ

## 楽章構成
| 楽章 | 題                                            | 歌い手                         | 概要 |
| ---- | --------------------------------------------- | ------------------------------ | --- |
| 1    | 叙唱：Schweigt stille                         | 語り手                         | シュレンドリアンとリースヒェンを紹介する前に、静粛と傾聴を聴衆にお願いする（おしゃべりはやめて、お静かに）。             |
| 2    | アリア：Hat man nicht mit seinen Kindern      | シュレンドリアン               | 言うことを聞かない娘に対する憤りを詠う。                                                                                 |
| 3    | 叙唱：Du böses Kind                           | シュレンドリアン、リースヒェン | シュレンドリアンは、娘にコーヒーを飲むのをやめるよう言う。リースヒェンは、反抗的な態度で父親に落ち着くよう言う。         |
| 4    | アリア：Ei! Wie schmeckt der Kaffee süße      | リースヒェン                   | コーヒーに対するラブソングを歌い上げる。                                                                                 |
| 5    | 叙唱：Wenn du mir nicht den Kaffee läßt       | シュレンドリアン、リースヒェン | シュレンドリアンは、食事や洋服などの愉しみを全て取り上げるなどと脅し始める。リースヒェンは、あっけらかんとしている。     |
| 6    | アリア：Mädchen, die von harten Sinnen        | シュレンドリアン               | 娘が二度とコーヒーを飲みたくなくなるような弱点を明らかにしようとする。                                                   |
| 7    | 叙唱：Nun folge, was dein Vater spricht!      | シュレンドリアン、リースヒェン | シュレンドリアンは、コーヒーを諦めないなら、結婚させないと脅す。リースヒェン、動揺。                                     |
| 8    | アリア：Heute noch, lieber Vater              | リースヒェン                   | リースヒェンは、婿を見つけると言った父に感謝し、恋人を持てるならコーヒーを諦めると誓う。                                 |
| 9    | 叙唱：Nun geht und sucht der alte Schlendrian | 語り手                         | 娘婿を探しに出かけるシュレンドリアン。実は、コーヒーを飲ませてくれる人でなければ結婚しないと心に決めているリースヒェン。 |
| 10   | 三重唱：Die Katze läßt das Mausen nicht       | 総唱                           | 母も祖母も飲むコーヒーを、娘が飲むのを止めることはできないと、娘、父、語り手の3人全員で歌う。                            |

## 歌詞
ピカンダーによる歌詞は、楽譜や、日本基督教団仙台北教会オルガニストの川端純四郎による日本語対訳で読むことができる。

## 録音
- J.S. Bach: Complete Cantatas Vol. 4 - Anne Grimm, Paul Agnew, Klaus Mertens, Amsterdam Baroque Orchestra & Choir, Ton Koopman conductor. Label: Antoine Marchand